# Bäcketjärnen, Hälsingland
Bäcketjärnen är en sjö i Ljusdals kommun i Hälsingland och ingår i Ljusnans huvudavrinningsområde.